# Colori e simboli degli Yokohama F·Marinos
La pagina riporta i simboli degli Yokohama F·Marinos, squadra di calcio giapponese con sede a Yokohama.

## Colori
I colori sociali della squadra sono il blu, il rosso e il bianco. Inizialmente adottati in quanto facenti parte del logo aziendale della Nissan, furono mantenuti anche dopo il passaggio al professionismo, in quanto simbolizzanti il mare di Yokohama, la forza e la concentrazione.

## La divisa

### Prima divisa
Le divise utilizzate dagli Yokohama F·Marinos per gli incontri casalinghi sono costituite da maglia blu con inserti bianchi e rossi, calzoncini bianchi e calzettoni rossi.

#### Storia
La divisa utilizzata dagli Yokohama F·Marinos nelle gare interne non ha subito significative variazioni nel corso degli anni: l'unica modifica fu apportata nel 1993 quando, in seguito all'acquisizione dello status di squadra professionistica, si decise di aggiungere gli inserti rossi sulle preesistenti maglie di colore blu e bianco. A partire da quello stesso anno le divise, inoltre, hanno iniziato a subire diverse variazioni stilistiche dettate dalle scelte dei fornitori tecnici.

#### Evoluzione della prima divisa
| 1979 | 1984 | 1989 | 1992 | 1993 | 1996 | 2000 | 2004 |
| 2007 | 2009 | 2012 |      |      |      |      |      |

### Seconda divisa
La divisa da trasferta degli Yokohama F·Marinos è interamente di colore bianco, ad eccezione dei calzoncini di colore blu.

#### Storia
Le divise utilizzate dagli Yokohama F·Marinos nelle gare esterne sono rimaste invariate nel corso degli anni (ad eccezione dei tardi anni settanta, in cui venne utilizzata una divisa gialla con calzoncini blu), con le uniche variazioni stilistiche limitate ai motivi ornamentali.

#### Evoluzione della seconda divisa
| 1979 | 1986 | 1992 | 1993 | 1996 | 2012 |  |

## Stemma
Fino al 1992 lo stemma della squadra era costituito da uno scudo ornato con il tricolore a bande verticali rosso, bianco e blu, un alloro stilizzato e la scritta Nissan di colore giallo. Dopo l'acquisizione dello status di squadra professionistica da parte del club, lo stemma a forma di scudo venne mantenuto, ma il tricolore venne sostituito da bande oblique e l'alloro fu spostato al di fuori del simbolo per far spazio a un'àncora. Al di sotto dello stemma campeggiava inoltre un nastro blu che riportava, in bianco, il nome della società: questo elemento è stato aggiornato nel 1999, in occasione del cambio del nome della società in Yokohama F·Marinos.